# توم مور (رسام كارتون)
توم مور (بالإنجليزية: Tom Moore)‏ هو رسام كارتون أمريكي، ولد في 1928 في إل باسو في الولايات المتحدة، وتوفي في 20 يوليو 2015.